# بخش تولون
بخش تولون (به فرانسوی: Arrondissement de Toulon) یک بخش در فرانسه است که در ور واقع شده‌است.